# Serra de Campirme
La Serra de Campirme és una serra situada al municipi de la Vall de Cardós a la comarca del (Pallars Sobirà), amb una elevació màxima de 2.632,7 metres. Separa el vallat d'Estaon, a l'est, de la vall d'Unarre, a l'oest, i va de Montcaubo, al sud, fins al coll de Finestres, al nord. El Campirme n'és el cim culminant.